# Григор'євський сільський округ (Павлодарський район)
Григо́р'євський сільський округ (каз. Григорьевка ауылдық округі, рос. Григорьевский сельский округ) — адміністративна одиниця у складі Павлодарського району Павлодарської області Казахстану. Адміністративний центр — село Набережне.
Населення — 2208 осіб (2021; 2201 у 2009, 2406 у 1999, 2668 у 1989).
Станом на 1989 рік існувала Григор'євська сільська рада (села Григор'євка, Набережне).

## Склад
До складу округу входять такі населені пункти:
| Населений пункт | Старі назви | Населення, осіб (1989) | Населення, осіб (1999) | Населення, осіб (2009) | Населення, осіб (2021) |
| --------------- | ----------- | ---------------------- | ---------------------- | ---------------------- | ---------------------- |
| Жана-Кала, село | Григор'євка | 697                    | 629                    | 649                    | 648                    |
| Набережне, село | -           | 1971                   | 1777                   | 1552                   | 1560                   |